# Crazy Eights
Crazy Eights är en amerikansk skräckfilm från 2006. Den är regisserad av Jimi Jones och skriven av Dan DeLuca och Jimi Jones.

## Handling
Sex barndomsvänner återförenas för att möta sitt förflutna och den hemlighet de delar.

## Rollista (urval)
- Dina Meyer - Jennifer Jones
- George Newbern - fader Lyle Dey
- Traci Lords - Gina Conte
- Dan DeLuca - Wayne Morrison
- Frank Whaley - Brent Sykes
- Gabrielle Anwar - Beth Patterson